# Susan May Pratt
Susan May Pratt (* 8. Februar 1974 in Lansing, Michigan) ist eine US-amerikanische Schauspielerin. 

## Leben
Pratts Vater ist Physikprofessor an der Michigan State University. Sie verließ die East Lansing High School vorzeitig, um als Model und Schauspielerin nach New York City zu gehen. Dort besuchte sie das College und später die Parsons School of Design.
Ab Mai 2006 bis zu dessen Tod im Februar 2024 war sie mit Schauspielkollege Kenneth Mitchell verheiratet. Der Verbindung entstammen eine Tochter und ein Sohn.

## Filmografie (Auswahl)
- 1998: Mörderischer Tausch II (The Substitute 2: School's Out)
- 1999: 10 Dinge, die ich an Dir hasse (10 Things I Hate About You)
- 1999: Drive Me Crazy
- 2000: Center Stage
- 2002: Searching for Paradise
- 2003: Charmed  (Fernsehserie, Nymphs just wanna have fun)
- 2003: Hunger Point
- 2003: Undermind
- 2005: Ghost Whisperer – Stimmen aus dem Jenseits (Ghost Whisperer, Fernsehserie, eine Episode)
- 2006: Open Water 2 (Open Water 2: Adrift)
- 2010: Mad Men (Fernsehserie, Folge 4x10)
- 2011: Act Naturally
- 2015: The Gift
- 2015: Masters of Sex (Fernsehserie, 3 Folgen)
- 2017: Outcast (Fernsehserie, 3 Folgen)
- 2023: Act Super Naturally

## Auszeichnungen
- 2002 wurde sie als beste Hauptdarstellerin in Searching for Paradise auf dem Mailänder Film Festival ausgezeichnet.